# Maibong
Maibong è una suddivisione dell'India, classificata come town committee, di 7.664 abitanti, situata nel distretto dei Monti Cachar Settentrionali, nello stato federato dell'Assam. In base al numero di abitanti la città rientra nella classe V (da 5.000 a 9.999 persone).

## Geografia fisica
La città è situata a 25° 18' 0 N e 93° 10' 0 E e ha un'altitudine di 354 m s.l.m..

## Società

### Evoluzione demografica
Al censimento del 2001 la popolazione di Maibong assommava a 7.664 persone, delle quali 4.251 maschi e 3.413 femmine. I bambini di età inferiore o uguale ai sei anni assommavano a 961, dei quali 478 maschi e 483 femmine. Infine, coloro che erano in grado di saper almeno leggere e scrivere erano 5.586, dei quali 3.317 maschi e 2.269 femmine.